# Pinzas de laboratorio

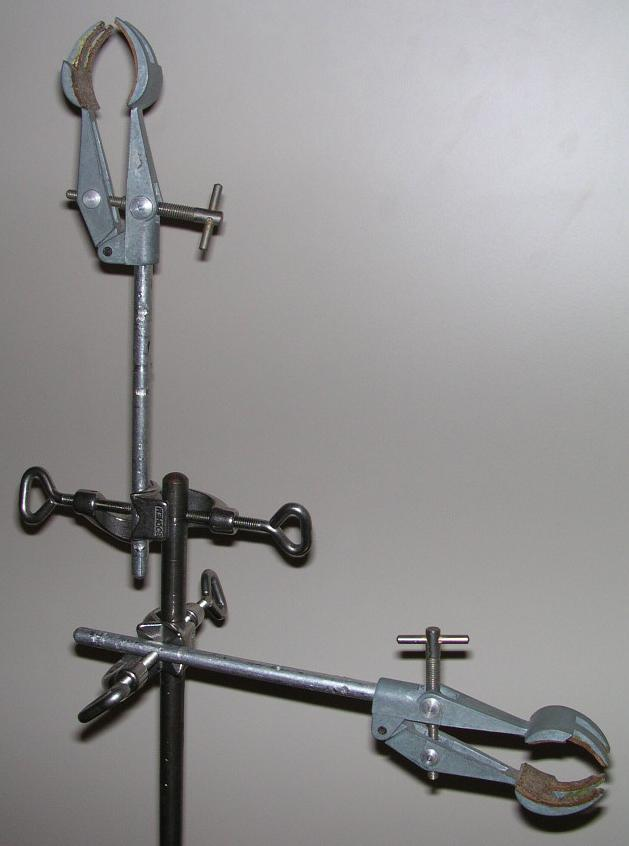
Dos pinzas de laboratorio montadas sobre un soporte, con dos orientaciones diferentes.

Las pinzas de laboratorio son un tipo de sujeción ajustable, generalmente de metal, que forma parte del equipamento de laboratorio, mediante la cual se pueden sujetar diferentes objetos de vidrio (embudos de laboratorio, buretas...) o realizar montajes más elaborados (aparato de destilación). Se sujetan a un pie o, en caso de montajes más complejos (línea de Schlenk), a una armadura o rejilla fija.

## Estructura
Las pinzas de laboratorio tienen dos partes: 
- Un instrumento que se conecta a un soporte o rejilla mediante una doble nuez. Este acoplamiento proporciona la posibilidad de ajuste en el soporte, tanto vertical como horizontalmente. También puede hacerse girar un cierto ángulo para facilitar el montaje del aparato.
- Una pinza metálica con una estructura parecida a unas tenazas. Se compone de dos brazos, que aprietan el cuello de los frascos u otros elementos de vidrio.

## Tipos

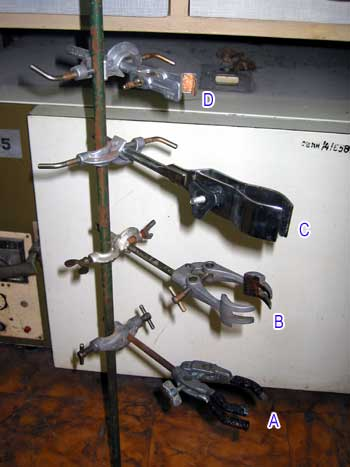
Varios modelos de pinzas de laboratorio, sujetas a diferentes alturas sobre un mismo soporte.

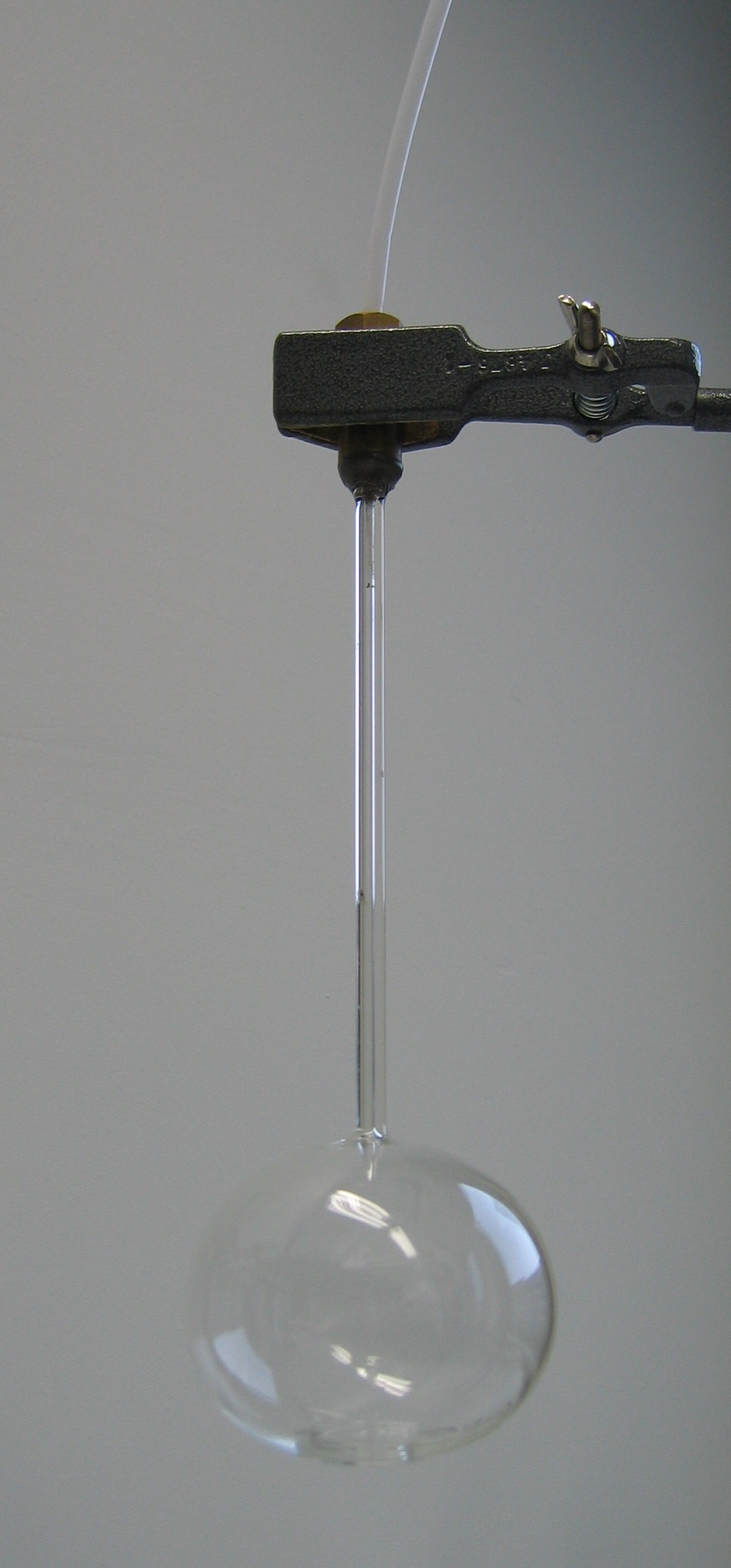
Termómetro de gas montado en el extremo de una pinza de laboratorio.

Las pinzas varían según el tamaño, el ángulo de apertura máxima, las distancias máxima y mínima de apertura, y otros detalles de su construcción.
El diseño relativamente más simple y universal es la pinza de tres dedos (ver fotografía, modelo A), con dos dedos en el extremo de un brazo y un dedo de altura intermedia en el otro brazo. Su ángulo de apertura llega hasta casi 180 grados, y no tiene distancia mínima, es decir, la distancia mínima entre sus brazos es tan pequeña que incluso se puede sujetar una varilla de vidrio delgada con este modelo. Esto nos permite usarlo para montar elementos con un diámetro muy grande o muy pequeño. Su tornillo de ajuste está montado excéntricamente y tiene un paso de rosca elevado, por lo que no hace falta dar muchas vueltas al tornillo para conseguir un rápido cambio del ángulo de apertura de los brazos. Sin embargo, con ellas se pueden dañar fácilmente los utensilios de vidrio. Su ventaja es que si se deteriora la funda de goma que recubre cada dedo, por vertidos ácidos o quemaduras, son muy fáciles de reemplazar.
Un diseño algo más complicado, pero con una estructura muy similar es el modelo B, también con tornillo de ajuste montado excéntricamente, y que puede ser abierto hasta casi 180 grados. Tienen dos dedos en cada brazo, de alturas complementarias. Está limitado el tamaño mínimo de apertura, por lo que son un poco más seguras de usar, pero también un poco menos universales. Su diseño también impide el recambio fácil del revestimiento interno de los dedos que, no obstante, al ser de corcho, es muy resistente y puede soportar condiciones bastante drásticas..
El modelo C presenta más diferencias: No tienen dedos sino dos superficies continuas con forma semicilíndrica, su ángulo de apertura es muy pequeño (un máximo de 25°), el paso de rosca es pequeño por lo que el giro toma más tiempo y no sirve para sujetar elementos de diámetro muy pequeño. El extremo de los brazos está forrado con fieltro normal, que se deteriora rápidamente bajo la influencia de la temperatura y los productos químicos agresivos. No se fabrica con aleaciones de acero inoxidable, sino a partir de metal cubierto de una capa de cromo, que suele sufrir un rápido deterioro debido a la corrosión.
El modelo D es de menor tamaño y tiene una forma especial de los dos brazos para facilitar el montaje de los tubos de cristal fino, como por ejemplo buretas, pipetas, tubos estrechos. No tienen un tornillo de ajuste excéntrico y tiene un ángulo de abertura pequeña de los brazos, pero el paso de rosca es bastante grande y el ángulo de apertura pequeña no es un inconveniente, porque no está destinados a sujetar aparatos de gran tamaño.

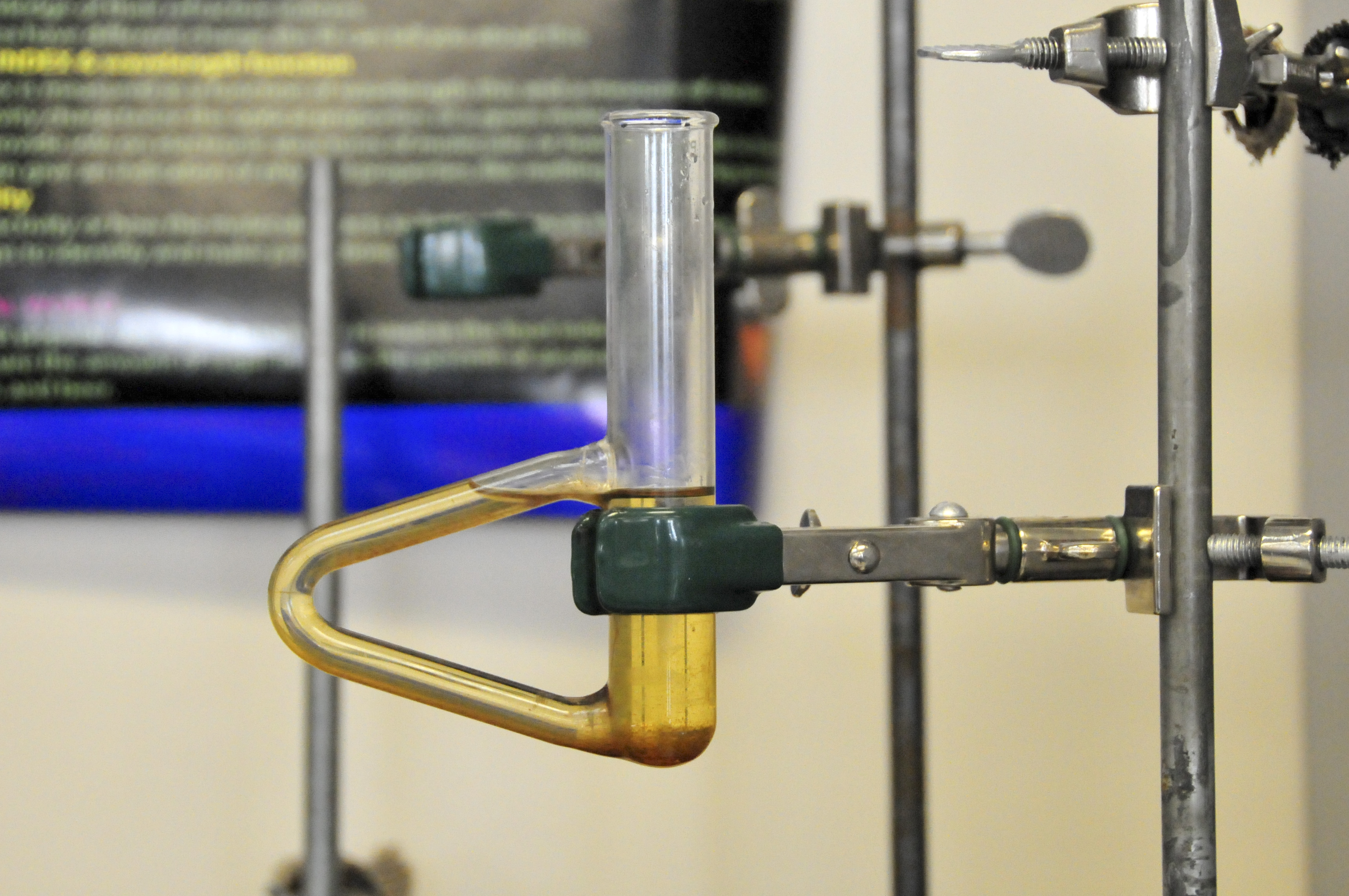
Tubo Thiele sustentado en unas pinzas de laboratorio.

## Otros tipos de pinzas de laboratorio
Aparte de las típicas pinzas metálicas montadas sobre pies universales, también podemos encontrar en el laboratorio otros diseños para usos específicos:

### Pinzas de madera
Las pinzas de madera sirven para sujetar los tubos de ensayo mientras se calientan o se manipulan. 
Las pinzas para tubos de ensayo sirven para sujetar los tubos de ensayo mientras se calientan o manipulan. Esto permite, por ejemplo, calentar el contenido del tubo sin sostener el tubo con la mano (lo que podría dar lugar a quemaduras). Sin necesidad de tocar el tubo con la mano, con la ayuda de estas pinzas, podemos llevar el tubo desde la gradilla y acercarlo al fuego. Al finalizar el calentamiento, podemos devolver el tubo a su sitio. No hay ningún pie o soporte para estas pinzas, deben sujetarse con la mano, por uno de sus extremos más largo.
Las pinzas de madera son un ejemplo de palanca de primera especie: un extremo de los brazos está tallado para poder abrazar el tubo; en el centro tenemos un resorte elástico que obliga a las pinzas a permanecer cerradas. Hay que tener precaución con el calentamiento del tubo pues la madera es propensa a la combustión. El flujo de calor (fuego) se orientará de modo que sólo se caliente el tubo, no las pinzas. La madera tampoco es resistente a los productos químicos corrosivos (como los ácidos fuertes).
Hay algunos modelos de pinzas para tubos de ensayo fabricados en plástico o metal pero son poco usadas. Las pinzas de plástico son poco resistentes al fuego; las pinzas metálicas pueden quemar la mano de quien las sujeta debido a su elevada conductividad térmica. 

Bureta montada en una pinza Fischer sobre un soporte de laboratorio.

### Pinzas de plástico
Existen también pinzas hechas de plástico que pueden presentar ciertas características útiles, como su baja conductibilidad térmica lo que permite al usuario no quemarse mientras sostiene algún recipiente caliente con ellas, aunque en este caso deben estar hechas de un plástico resistente a altas temperaturas, como algunas que resisten temperaturas de hasta 200 °C. También su casi nula conductividad eléctrica puede hacerlas útiles para utilizar materiales cargados eléctricamente, ya que la carga no se disipa al utilizar un material no conductor. Dependiendo del tipo de plástico, pueden resistir sustancias como la acetona, alcoholes y la mayoría de los ácidos. Son ideales para preparación de muestras, microscopía, aplicaciones forenses, etc.

### Pinzas cacahuate
Las pinzas para mi o pinzas cacahuate son pinzas específicas para buretas. Poseen una sujeción doble, en dos puntos próximos, impidiendo que la bureta se doble, lo cual puede ocurrir si se sujeta con una pinza de laboratorio gruesa.

### Pinzas para crisoles
Las pinzas para crisoles tienen forma de tenazas, o de tijeras grandes con el extremo adaptado para sujetar un crisol mientras se calienta fuertemente. Solo pueden estar construidas en metal, para aguantar temperaturas muy altas, y se necesitan guantes protectores para agarrarlas.

### Pinzas de disección
Las pinzas de disección o las pinzas para portaobjetos son más específicas de los laboratorios de biología o de medicina. Sirven para coger o sujetar objetos que se emplean durante la disección.